# Jo Heinsius
Johanna (Jo) Wendelina Catharina Heinsius (Oosterbeek, 16 februari 1904 – Nijmegen, 10 januari 2006) was een Nederlands verzetsstrijder tijdens de Tweede Wereldoorlog.

## Biografie
Heinsius werd in 1904 te Oosterbeek geboren als dochter van Frederik Nicolaas Heinsius en Wendelina Geziena Hilbrands.
Met de hulp van freule Jo van Nisperden tot Pannerden, hoofd van het ziekenhuislaboratorium waar zij als assistente werkte, werd zij na haar HBS apothekersassistent en vervolgens apotheker. Ze behaalde in 1933 haar examen aan de universiteit Utrecht. Op vakantie leerde zij mensen kennen die zij later hielp met het onderduiken. In de jaren zeventig droeg zij haar apotheek over aan haar opvolger. Voor haar hulp aan de Joodse onderduikers kreeg Jo Heinsius op 2 april 1995 de Yad Vashem-onderscheiding voor 'Rechtvaardige onder de Volkeren' van de staat Israël.
Medio 1942 woonden Rita en Julia Mechanicus, twee joodse zussen, bij hun moeder in Amsterdam. In augustus 1942 nam hun vader Philip Mechanicus, een bekende journalist bij Het Handelsblad, contact op met Johanna Heinsius in Nijmegen en vroeg hulp. Hij had Johanna in 1938 op vakantie met zijn dochters ontmoet en oordeelde dat het mogelijk was om naar haar toe te gaan. Julia en Rita bleven bij Johanna tot de bevrijding van Nijmegen in september 1944. Johanna had een apotheek met een eigen woonhuis. Johanna bouwde een eigen geheime schuilplaats om te gebruiken in tijden van gevaar. Slechts een beperkt aantal mensen was op de hoogte van de ondergedoken meisjes. De apotheek bevond zich in het stadscentrum uitgerekend tegenover het kantoor van de Grüne Polizei. Ook Duitse soldaten bezochten de apotheek. Julia en Rita bleven al die tijd verborgen. Eenmaal per week nam een assistente (Marga) de zusjes mee voor een wandeling. Ze koos altijd een nieuwe route. Bij uitzonderlijk gevaar werden de meisjes even opgevangen bij een vriendin (Catharina), die met haar moeder aan de Twaalf Apostelenweg op de Heilige Landstichting woonde. Terwijl ze ondergedoken waren, verzorgden Julia en Rita de huishoudelijke taken.